# Festival de la Cançó d'Eurovisió 1973
El XVIII Festival de la Cançó d'Eurovisió va tenir lloc a Luxemburg el dia 7 d'abril de 1973. La presentació de l'esdeveniment va anar a càrrec d'Helga Guitton i la vencedora va ser la cançó luxemburguesa "Tu te reconnaîtras" ("Tu et reconeixeràs"). En l'intermedi, va actuar el popular pallasso català, Charlie Rivel.
Com a part de les regles del concurs, es va introduir la possibilitat d'interpretar el tema en un idioma diferent al del país d'origen del cantant. A causa d'això, diversos països participants van presentar temes en anglès.
Aquell any va ser la primera participació d'Israel al festival. A causa dels tristos incidents ocorreguts als Jocs Olímpics de Múnic 1972, la cantant d'aquest país es va veure envoltada d'unes rígides forces de seguretat (va córrer la llegenda durant dècades que portava una armilla antibales sota el seu vestit, encara que ella va desmentir el mite).
L'esdeveniment va estar marcat per un escàndol: la cançó espanyola "Eres tú" de Mocedades va ser acusada de ser un plagi de la cançó Iugoslava de 1966, Brez Besed, interpretada per Berta Ambrož, però no va ser desqualificada. Malgrat tot, la cançó es va convertir en un gran èxit a nivell mundial, ja que va arribar a superar fins i tot a la cançó guanyadora.
Va ser el primer festival emès en color a Espanya.

## Resultats

Països participants.
Països que hi van participar al passat però no el 1973.

Les votacions es van realitzar votant de tres en tres jurats de cada país, per això únicament va haver-hi 6 torns de vots. Va ser una competició molt renyida entre RTL, TVE i la BBC, les televisions amb seu a Luxemburg, Madrid i Londres respectivament. El cantant del Regne Unit va començar en primera posició en el primer torn de vots, però després, la cançó de Luxemburg va superar la britànica. Posteriorment, en votar el jurat de Luxemburg (ja havia votat el jurat espanyol, però els britànics encara no), el Regne Unit va tornar a liderar la competició. Després dels vots del jurat d'aquests últims, Luxemburg i Espanya van tornar a superar la cançó britànica. La cançó d'Espanya, encara que va estar al top tres de la competició durant tot el concurs, no va liderar la competició a cap moment. Finalment, entre Luxemburg i Espanya va haver-hi 4 punts de diferència i 2 entre aquesta última i el Regne Unit.
| #  | País i TV               | Intèrpret(s)       | Cançó                    | Traducció                          | Idioma                                              | Lloc | Punts |
| -- | ----------------------- | ------------------ | ------------------------ | ---------------------------------- | --------------------------------------------------- | ---- | ----- |
| 1  | Finlàndia YLE           | Marion Rung        | Tom tom tom              | -                                  | Anglès                                              | 6    | 93    |
| 2  | Bèlgica BRT             | Nicole & Hugo      | Baby, baby               | Estimat/ada, estimat/ada           | Neerlandès amb frases en anglès, francès i espanyol | 17   | 58    |
| 3  | Portugal RTP            | Fernando Tordo     | Tourada                  | Correguda de bous                  | Portuguès                                           | 10   | 80    |
| 4  | Alemanya Occidental ARD | Gitte              | Junger Tag               | Jove dia                           | Alemany                                             | 9    | 85    |
| 5  | Noruega NRK             | Bendik Singers     | It's just a game         | És només un joc                    | Anglès/Francès                                      | 7    | 89    |
| 6  | Mònaco TMC              | Marie              | Un train qui part        | Un tren que parteix                | Francès                                             | 8    | 85    |
| 7  | Espanya TVE             | Mocedades          | Eres tú                  | Ets tu                             | Castellà                                            | 2    | 125   |
| 8  | Suïssa SSR SRG          | Patrick Juvet      | Je vais me marier, Marie | Em caso, María                     | Francès                                             | 12   | 79    |
| 9  | Iugoslàvia JRT          | Zdravko Čolić      | Gori vatra               | El foc està cremant                | Bosnià                                              | 15   | 65    |
| 10 | Itàlia RAI              | Massimo Ranieri    | Chi sarà con te?         | Qui serà amb tu?                   | Italià                                              | 13   | 74    |
| 11 | Luxemburg CLT           | Anne-Marie David   | Tu te reconnaîtras       | Tu et reconeixeràs                 | Francès                                             | 1    | 129   |
| 12 | Suècia SR               | The Nova           | You're summer            | Ets estiu                          | Anglès                                              | 5    | 94    |
| 13 | Països Baixos NOS       | Ben Cramer         | De oude muzikant         | El vell músic                      | Neerlandès                                          | 14   | 69    |
| 14 | Irlanda RTÉ             | Maxi               | Do I dream?              | Estic somiant?                     | Anglès                                              | 11   | 80    |
| 15 | Regne Unit BBC          | Cliff Richard      | Power to all our friends | Força per a tots els nostres amics | Anglès                                              | 3    | 123   |
| 16 | França ORTF             | Martine Clémenceau | Sans toi                 | Sense tu                           | Francès                                             | 16   | 65    |
| 17 | Israel IBA              | Ilanit             | Ey Sham                  | En algun lloc                      | Hebreu                                              | 4    | 97    |

## Taula de votacions
| Finlàndia    | Bèlgica                                      | Portugal | Alemanya Occidental | Noruega | Mònaco | Espanya franquista | Suïssa | Iugoslàvia | Itàlia | Luxemburg | Suècia | Països Baixos | Irlanda | Regne Unit | França | Israel | Total |   |     |
| Participants | Finlàndia                                    |          | 9                   | 5       | 6      | 6                  | 5      | 6          | 6      | 7         | 2      | 6             | 7       | 5          | 5      | 9      | 4     | 5 | 83  |
| Participants | Bèlgica                                      | 4        |                     | 3       | 4      | 3                  | 6      | 6          | 4      | 4         | 2      | 4             | 2       | 3          | 4      | 5      | 2     | 2 | 58  |
| Participants | Portugal                                     | 4        | 6                   |         | 5      | 5                  | 4      | 8          | 8      | 6         | 3      | 4             | 2       | 5          | 4      | 5      | 6     | 5 | 80  |
| Participants | Alemanya                                     | 2        | 5                   | 6       |        | 4                  | 5      | 9          | 7      | 4         | 3      | 7             | 6       | 5          | 6      | 5      | 7     | 4 | 85  |
| Participants | Noruega                                      | 8        | 5                   | 5       | 6      |                    | 7      | 6          | 7      | 6         | 5      | 7             | 3       | 3          | 3      | 3      | 6     | 9 | 89  |
| Participants | Mònaco                                       | 6        | 3                   | 2       | 4      | 3                  |        | 6          | 5      | 9         | 8      | 6             | 4       | 5          | 6      | 9      | 5     | 4 | 85  |
| Participants | Espanya                                      | 3        | 8                   | 9       | 9      | 4                  | 9      |            | 8      | 9         | 10     | 8             | 7       | 10         | 10     | 4      | 9     | 8 | 125 |
| Participants | Suïssa                                       | 4        | 3                   | 3       | 4      | 7                  | 5      | 7          |        | 6         | 4      | 6             | 3       | 8          | 7      | 7      | 2     | 3 | 79  |
| Participants | Iugoslàvia                                   | 5        | 3                   | 3       | 4      | 2                  | 5      | 8          | 6      |           | 2      | 4             | 2       | 4          | 5      | 4      | 4     | 4 | 65  |
| Participants | Itàlia                                       | 2        | 5                   | 3       | 5      | 5                  | 5      | 5          | 7      | 5         |        | 5             | 5       | 4          | 4      | 5      | 5     | 4 | 74  |
| Participants | Luxemburg                                    | 6        | 6                   | 8       | 7      | 8                  | 7      | 6          | 10     | 9         | 9      |               | 8       | 9          | 8      | 10     | 10    | 8 | 129 |
| Participants | Suècia                                       | 8        | 4                   | 4       | 5      | 8                  | 5      | 7          | 9      | 6         | 5      | 6             |         | 6          | 5      | 7      | 4     | 5 | 94  |
| Participants | Països Baixos                                | 4        | 4                   | 2       | 5      | 5                  | 4      | 5          | 5      | 5         | 4      | 7             | 3       |            | 5      | 3      | 6     | 2 | 69  |
| Participants | Irlanda                                      | 3        | 7                   | 2       | 4      | 6                  | 6      | 7          | 5      | 5         | 5      | 6             | 5       | 6          |        | 5      | 4     | 4 | 80  |
| Participants | Regne Unit                                   | 9        | 6                   | 6       | 7      | 7                  | 8      | 4          | 8      | 8         | 5      | 10            | 9       | 10         | 9      |        | 8     | 9 | 123 |
| Participants | França                                       | 4        | 3                   | 2       | 4      | 4                  | 5      | 5          | 4      | 7         | 2      | 3             | 5       | 5          | 5      | 5      |       | 2 | 65  |
| Participants | Israel                                       | 6        | 6                   | 5       | 7      | 5                  | 7      | 4          | 6      | 7         | 7      | 8             | 6       | 6          | 7      | 5      | 5     |   | 97  |
|              | La taula està ordenada per ordre d'aparició. |          |                     |         |        |                    |        |            |        |           |        |               |         |            |        |        |       |   |     |

### Màximes puntuacions
Després de la votació els països que van rebre 10 punts (màxima puntuació que podia atorgar el jurat) van ser:
| Núm. | A          | De                             |
| ---- | ---------- | ------------------------------ |
| 3    | Luxemburg  | Suïssa, Regne Unit, França     |
| 3    | Espanya    | Itàlia, Països Baixos, Irlanda |
| 2    | Regne Unit | Luxemburg, Països Baixos       |